# العلاقات الروسية السلوفاكية
العلاقات الروسية السلوفاكية هي العلاقات الثنائية التي تجمع بين روسيا وسلوفاكيا.

## مقارنة بين البلدين
هذه مقارنة عامة ومرجعية للدولتين:
| وجه المقارنة                                              | روسيا                                   | سلوفاكيا                                                       |
| --------------------------------------------------------- | --------------------------------------- | -------------------------------------------------------------- |
| المساحة (كم2)                                             | 17.08 مليون                             | 49.03 ألف                                                      |
| عدد السكان (نسمة)                                         | 146.80 مليون                            | 5.44 مليون                                                     |
| الكثافة السكانية (ن./كم²)                                 | 8.59                                    | 110.95                                                         |
| العاصمة                                                   | موسكو                                   | براتيسلافا                                                     |
| اللغة الرسمية                                             | اللغة الروسية                           | اللغة السلوفاكية                                               |
| العملة                                                    | روبل روسي                               | كرونة سلوفاكية، يورو                                           |
| الناتج المحلي الإجمالي (بليون دولار)                      | 1.58 تريليون                            | 95.77 مليار                                                    |
| الناتج المحلي الإجمالي (تعادل القوة الشرائية) بليون دولار | 3.69 تريليون                            | 162.34 مليار                                                   |
| الناتج المحلي الإجمالي الاسمي للفرد دولار أمريكي          | 9.09 ألف                                | 16.09 ألف                                                      |
| الناتج المحلي الإجمالي للفرد دولار أمريكي                 |                                         | 30.46 ألف                                                      |
| مؤشر التنمية البشرية                                      | 0.798                                   | 0.844                                                          |
| رمز المكالمات الدولي                                      | +7                                      | +421                                                           |
| رمز الإنترنت                                              | .ru، .рф، .рус ‏، .su                    | .sk                                                            |
| المنطقة الزمنية                                           | Magadan Time ‏، ت ع م+02:00، ت ع م+12:00 | توقيت وسط أوروبا، ت ع م+01:00، ت ع م+02:00، أوروبا/براتيسلافا ‏ |

## مدن متوأمة
في ما يلي قائمة باتفاقيات التوأمة بين مدن روسية وسلوفاكية:
- ترتبط كراسنويارسك مع جيلينا باتفاقية توأمة منذ 2000.[15][16][17][18]
- ترتبط أومسك مع بوخوف باتفاقية توأمة منذ 1 يوليو 2006.[19][20][21][19]
- ترتبط بالاشيكا مع مارتن باتفاقية توأمة منذ 10 سبتمبر 2016.[22][22][23][24]
- ترتبط سانت بطرسبرغ مع كوشيتسه باتفاقية توأمة منذ 2 أكتوبر 1967.
- ترتبط موسكو مع براتيسلافا باتفاقية توأمة منذ 16 يوليو 1991.
- ترتبط بالاكوفو مع ترنافا باتفاقية توأمة.
- ترتبط بوغوروديتسك مع لوتشينيتس باتفاقية توأمة.

## منظمات دولية مشتركة
يشترك البلدان في عضوية مجموعة من المنظمات الدولية، منها:
| علم المنظمة | اسم المنظمة                        | تاريخ انضمام روسيا | تاريخ انضمام سلوفاكيا |
| ----------- | ---------------------------------- | ------------------ | --------------------- |
|             | مؤسسة التنمية الدولية              | 16 يونيو 1992      | 1993                  |
|             | اتفاقية السماوات المفتوحة          | ?                  | ?                     |
|             | منظمة الأمن والتعاون في أوروبا     | 1992               | 1993                  |
|             | يونسكو                             | 21 أبريل 1954      | 9 فبراير 1993         |
|             | مؤسسة التمويل الدولية              | 12 أبريل 1993      | 1993                  |
|             | منظمة حظر الأسلحة الكيميائية       | ?                  | ?                     |
|             | الأمم المتحدة                      | 24 أكتوبر 1945     | 19 يناير 1993         |
|             | الاتحاد الدولي للاتصالات           | 1866               | 23 فبراير 1993        |
|             | منظمة الشرطة الجنائية الدولية      | 27 سبتمبر 1990     | ?                     |
|             | البنك الدولي للإنشاء والتعمير      | 16 يونيو 1992      | 1993                  |
|             | الاتحاد البريدي العالمي            | ?                  | ?                     |
|             | وكالة ضمان الاستثمار متعدد الأطراف | 29 ديسمبر 1992     | 1993                  |
|             | منظمة التجارة العالمية             | 22 أغسطس 2012      | ?                     |
|             | الفريق المعني برصد الأرض           | ?                  | ?                     |
|             | مجموعة الموردين النوويين           | ?                  | ?                     |

## وصلات خارجية
- موقع وزارة الخارجية الروسية
- موقع وزارة الخارجية السلوفاكية